# Побуг (герб)

Побуг або Побог — родинний герб, яким користувалися більш, ніж 160 шляхетськіх родів Білорусі, України, Литви і Польщі, зокрема, Грабовські, Довнар-Запольські, Конецпольські, Керсновські, Нечай (Побуг відмінний), Сагайдачні, Станішевські, Філіповичі, Чижевські. 

## Опис герба
В лазуровому полі (у початковому варіанті герб мав червоне поле) срібна підкова кінцями додолу, на якій встановлено золотий кавалерський хрест. У клейноді над шляхетською короною — верхня половина гінчого собаки, повернутого вправо. На шиї в собаки зображено нашийник з ремінцем. Синій намет підбитий сріблом.

## Історія
Герб відомий з кінця 14 століття, у Великому князівстві Литовському — після Городельської унії 1413 року.
Згодом шляхом адаптації до гербового роду переселень і шлюбів герб Побуг поширився на українських теренах Корони Польської та Великого князівства Литовського. Прикладом цього для другої половини XVI-першої чверті XVII століття може бути гетьман Війська Запорозького Петро Сагайдачний, який походив із Самбірського повіту Руського воєводства та користувався гербом Побуг. Родина Сагайдачних користувалася відміною «Побога», яка мала червоний колір щита, пряме (у фас) розташування шолома та трохи змінені форми декору.
Пізніше Побуг був представлений в гербах десятків козацько-старшинських родів Гетьманщини. Зокрема Побугом користувалися (подеколи із відмінами) Гудовичі і графи Гудовичі, Долинські, Косяровські, Нестеровичі, Нечаї, Подгаєцькі-Приблуди, Рудковські, Рухови (Рухови-Бадилевські), Свободецькі, Тризни та Фіалковські. У Московському царстві (згодом Російська імперія) герб Побуг підкреслював знатність Глєбових-Стрєшнєвих, Малиновських, Муханових та Стрєшнєвих. Таким чином, вже до кінця XVIII століття герб Побуг далеко вийшов за межі свого початкового ареалу і поширився навіть на теренах сусідів Речі Посполитої.
Гербом Побуг з відміною користувалися графи Шептицькі. До цього славного роду належать два митрополита та два єпископа XVIII ст. греко-католицького обряду, а також три сенатора в Речі Посполитій останньої чверті того ж століття. Митрополит Андрей Шептицький став одним з найбільших моральних авторитетів української нації.

## Роди
Список родів гербу Побуг: 
Абаковський, Адамчовський (Адомчовський), Алхімович, Анджейкевич (Анджейкович), 

Баранський, Барберіус (Побуг з відміною), Беніславський, Бєліцький, Бєльський, Бжуханський (Побуг з відміною), Биліцький, Бромірський (Бромерський), Бронак, Бронаковський, Бужинський, 

Вбичики, Вєжховський, Вєкович, Вєнцкович, Вілкоцький, Водорадзький, Вульський, 

Гадимський, Гарліковський, Гвоздецький, Гінтовський, Горвати, Гощинський, Грабовський, Гузковський (нобілітація 1768 p., Побуг з відміною, в 1817 р. отримали титул австрійських баронів з предикатом фон Нове Място), Гумовський, Рурський, 

Дадзібог, Дзєнгелл, Димовський, Длужевський, Дмоховський, Домбровський, Дошот (нобілітація 1811 p., Побуг з відміною), Душевський, Душинський, Елерт, Жеромський, Жищевський (Ржищевський, отримали титул австрійських графів в 1845 р.), Журавський, 

Задарка, Зажецький, Зайончковський, Запольський, Згаздзінський, Зглічинський, Здзєшинський, Зенгонський, Зеньгвірський, Зеранський, Зьолецький, Іскжицький, 
Кало, Кєжновський, Кєляновський, Кєрсновський, Кобилінський, Кобильський, Коморовський, Конажевський, Конєцпольський (отримали титул князів Священної Римської імперії германської нації в 1637 р.), Коссобудзький, Котлєвєзь, Краснодембський, Красносєльський, Кромполє, Крушинський, Кутлєвський, Куцицький, Лавський, Лакон, Ланєцький, Лгановський, Ленартович (нобілітація 1676 р.), Ленкавський, 
Мазуркєвич, Малиновські, Маліновські, Мальмовський, Мєдзьвєдзький, Мєчніковський, Монтовти (Побуг з відміною), Муховєцький, 
Нестерович (Побуг з відміною), Нечай (Побуг з відміною), Нєпрський, Нєрошинський (Побуг з відміною), Оженцький, Ольшевський, 

Паговський, Пакошевський, Пентлінський, Петельчич (Побуг з відміною), Пєжхальський, Побожанін, Поляновський, Помажанський, Поповський, Поцернацький, Прусмовський, 

Радомський, Рало, Ремєш, Ремішевський, Римашевський, Римінський, Родкєвич, Рокшицький, Россовський, Рудковський (Рутковський), Русіцький, Рушковський, Саванєвський (Побуг з відміною), Свєнтоховський, Станіславські, Станішевський, Стжешевський, Студмарський, Сурголевський, Суроцький, Сутковський, Сутовський, Суходольський (Побуг з відміною), 

Терейковський, Терчиковський, Толлочко (Побуг з відміною), Тшцінський, Урецький, Ушинські, Фалішовський, Федорович, Філемонович, Філіпковський, Філіпович, Філіповський, Фричинський, Хоміріський, Цалованський, Цебровський, Центковський, Цєклінський, Цєншковський, Ченстковський, Четковський, Чижовський (Чижевський), Шанковський, Шантир (Побуг з відміною), Шептицький (Побуг з відміною), Шеферович-Спендовський (нобілітація 1676 p.), Шидловський, Шукшта, Щенснович, Щепковський, Щеснєвський, Щуцький, Яворовський, Якубович (Побуг з відміною), Яментович, Янушовський, Ястшембовський.

## Різновиди
- Бржучанські
- Конецпольські (герб княжий)